# Hautefage
Hautefage  (Auta Faja auf Okzitanisch) ist eine französische Gemeinde mit 316 Einwohnern (Stand 1. Januar 2022) im Département Corrèze in der Region Nouvelle-Aquitaine. Die Einwohner nennen sich Hautefageois(es).

## Geografie
Die Gemeinde liegt im Zentralmassiv,  in der Xaintrie, unweit des Stausees von Hautefage (Barrage de Hautefage) und ist von ausgedehnten Wäldern umgeben. Die Präfektur des Départements Tulle befindet sich etwa 35 Kilometer nordwestlich und Argentat 8 Kilometer westlich.
Nachbargemeinden von Hautefage sind Servières-le-Château im Norden, Saint-Geniez-ô-Merle im Osten, Sexcles im Südosten, Mercœur im Süden, La Chapelle-Saint-Géraud im Südwesten, Argentat-sur-Dordogne mit Argentat im Westen sowie Saint-Martial-Entraygues im Nordwesten.

## Wappen
Beschreibung: In Blau ein silberner gedrückter Sparren und ein goldener Sechsberg. Über dem Sparren schwebt ein fünfstrahliger silberner Stern.

## Einwohnerentwicklung
| Jahr      | 1962 | 1968 | 1975 | 1982 | 1990 | 1999 | 2007 | 2016 |
| Einwohner | 444  | 386  | 358  | 330  | 309  | 280  | 307  | 310  |

## Sehenswürdigkeiten
- Barrage de Hautefage, ein Stausee der Maronne, genutzt als Wasserkraftwerk durch die Électricité de France